# وایلد استرابریز
وایلد استرابریز (به انگلیسی: Wild Strawberries) نام یک گروه پاپ راک کانادایی‌ست متشکل از یک زن و شوهر به نام‌های روبرتا کارتر هریسون (به انگلیسی: Roberta Carter-Harrison) به عنوان خواننده و کن هریسون (به انگلیسی: Ken Harrison) که در زندگی واقعی فیزیوتراپیست و پزشک هستند. این گروه چند آلبوم موسیقی به بازار عرضه کرده‌اند که آخرین آلبومشان وسپر ۵۰ در سال ۲۰۱۷ به بازار عرضه شد.

## تاریخچه
گروه توت فرنگی‌های وحشی زمان دانشجویی این زوج طی تمرینات فشرده‌ای که با دوستانشان داشتند تشکیل شد. در سال ۱۹۹۸ گروه ترانهٔ Crying Shame را جهت شرکت در مسابقه جستجوی ترانه‌های جدید به ایستگاه رادیویی تورنتو با نام سی‌اف‌ان‌وای (به انگلیسی: CFNY-FM) ارسال کرد. این ترانه مسابقه را برد و از رادیو پخش شد.
پس از آن هریسون استودیویی ایجاد کرد که به گروه اجازه می‌داد بتوانند پس از این آلبوم‌هایشان را مستقلاً ارائه کنند. بعدها آنها توانستند آرم گروه موسیقی توت فرنگی‌های وحشی را نیز ثبت کنند.
آلبوم گریس این گروه توانست توجه کمپانی موسیقی ای-اند-ام رکوردز را به خود جلب کند. همین کمپانی آلبوم بعدی گروه را با عنوان شرط می‌بندم تو فکر می‌کنی من تنهام (به انگلیسی: Bet You Think I'm Lonely) را نیز پخش کرد. موفقیت این آلبوم برگزاری یک تور داخل کانادا را به دنبال داشت و به بستن قراردادی جهت تهیه آلبوم‌های بعدی با کمپانی «نت‌ورک» که یک کمپانی مستقل ونکووری بود، منجر شد.
دو آلبوم بعدی گروه تحت لیسانس این کمپانی به بازار عرضه شد. آلبوم سوم با نام پیچ (به انگلیسی: Twist) در ابتدا توسط نت‌ورک حمایت شد، اما اختلاف نظر بین گروه و کمپانی باعث بهم خوردن همکاری شد. پس از آن گروه بار دیگر به طور مستقل به تهیه و ارائه موسیقی پرداخت.
با پخش آلبوم سال‌های بی‌قواره (به انگلیسی: Deformative Years) گروه هم‌زمان یک ویدئوی موسیقی از آلبوم را به طور مستقل پخش کرد. هزینه تهیه این ویدئو به طور قابل توجهی کمتر از تهیه نماهنگ برای ایستگاه‌های موزیک تلویزیونی مانند ام‌تی‌وی یا ماچ میوزیک بود.
موفقیت آلبوم «شرط می‌بندم فکر می‌کنی من تنهام» باعث شد گروه کاندید بهترین گروه جدید در جشنواره جونو ۱۹۹۵ بشود. از دیگر ترانه‌های معروف گروه می‌توان به ترانه Life-Sized Marilyn Monroe و Crying Shame اشاره کرد. ترانهٔ نمیخوام در موردش فکر کنم (به انگلیسی: I Don't Want To Think About It) بخشی از ساندترک فیلم فوکس‌فایر محصول ۱۹۹۶ است.
دیگر فیلمهایی که از ترانه‌های این گروه به عنوان ساندترک استفاده کرده‌اند از قرار زیر می‌باشند:
- At Sachem Farm - ۱۹۹۸
- Universal Soldier II: Brothers in Arms - ۱۹۹۸
- Stir of Echoes - ۱۹۹۹
- Suspicious River - ۲۰۰۰
- The Highwayman - ۲۰۰۰

## همکاری‌ها
یکی از ترانه‌های مشهور گروه با نام اشتباه بود بذارم بری (به انگلیسی: Wrong to Let You Go) حاصل همکاری گروه با دیگر موسیقیدان‌ها بود. پس از اینکه روبرتا کارتر هریسون در مراسم عروسی‌اش این ترانه را به همراه گیتاریست فلامنکو رابرت مایکلز اجرا کرد، آلن فلچر از کمپانی تهیه‌کننده موسیقی کانادایی وارنر، مفهوم کلی ترانه را تغییر داد. سپس ترانه به همراهی مایکلز در قسمت سوم سری آلبوم‌های «زنان و ترانه‌ها» ضبط شد و در آلبوم «پیچ» منتشر شد.
پس از آن آلن فلچر قراردادی با تهیه‌کننده موسیقی رقص الکترونیک و دی‌جی آلمانی آندره تنه‌برگر معروف به ای‌تی‌بی بست. تنه‌برگر ورژن جدیدی از ترانه را با نام بذارم بری (به انگلیسی: Let U Go) ساخت و آن را از طرف کمپانی ای‌تی‌بی پخش کرد. با این کار ترانه در سطح دو قاره معروف شد به طوری که در مجله بیلبورد آمریکا، ترانه شماره ۱۸ در سبک موسیقی رقصی و همچنین شماره ۷ جدول ترانه‌های آلمانی شد. این ترانه همچنین تبدیل به نقطه عطفی در سبک موسیقی ای‌تی‌بی با اقدام به تهیه ترانه‌هایی با صداگذاری کامل شد.
توت فرنگی‌های وحشی و ای‌تی‌بی ترانه‌های مشترک دیگری هم کار کردند که از آن جمله می‌توان به تک‌ترانه‌های "تو را دارم" "نمیخوام تموم کنم" "راه طولانی به خانه" و ترانه‌هایی از آلبوم سال ۲۰۰۲ ای‌تی‌بی به اسم "پیشکش شده" و همچنین ترانه‌های آلبوم سال ۲۰۰۳ ای‌تی‌بی با عنوان "معتاد به موسیقی" اشاره کرد. همه این ترانه‌ها نوشته مشترک کن هریسون و تنه‌برگر هستند و با صدای روبرتا اجرا شده‌اند. تنه‌برگر بعدها نسخه جدیدی از "بذارم بری" تهیه کرد که توسط خواننده دیگری به نام "جان لوشل" اجرا شد.
از دیگر همکاری‌های مشترک می‌توان به گیتارنوازی سارا مک‌لاکلن در ویدئوی «نمیخوام در موردش فکر کنم» اشاره کرد. این گروه همچنین در تمام سه سال جشنواره موسیقی نمایشگاه لیلیت، که توسط مک‌لاکلن راه‌اندازی شده بود، شرکت کرده‌است.

## آلبوم‌ها
- Carving Wood Spectacles - independent release - ۱۹۸۹
- Grace - ۱۹۹۱
- Life Sized Marilyn Monroe - EP - ۱۹۹۳
- Bet You Think I'm Lonely - Strawberry Records - ۱۹۹۴
- Heroine - Nettwerk - ۱۹۹۵
- Quiver - Nettwerk - ۱۹۹۸
- Twist - independent release - ۲۰۰۰
- Deformative Years - independent release - ۲۰۰۵
- Go Project - independent release - ۲۰۱۳
- Vesper 50 - independent release - ۲۰۱۷

## تک ترانه‌ها
- Crying Shame - ۱۹۹۴
- Bet You Think I'm Lonely - ۱۹۹۴
- I Don't Want To Think About It - ۱۹۹۶